# Les Loups entre eux (film, 1985)
Pour les articles homonymes, voir Les Loups entre eux.
Pour plus de détails, voir Fiche technique et Distribution.
Les Loups entre eux est un film d'aventure et d'espionnage réalisé par José Giovanni sorti en 1985. Ce film français s'inspire d'un fait réel intervenu en Italie.

## Synopsis
Des terroristes kidnappent un général américain de l'OTAN. Le spectateur suit le recrutement d'un commando de mercenaires (par les Services secrets) pour le délivrer, son entraînement et le déroulement de la mission.

## Fiche technique
- Réalisation : José Giovanni
- Scénario : José Giovanni et Jean Schmidt
- Directeur de la photographie : Jean-Francis Gondre
- Compositeur : Pino Marchese
- Directeur artistique : Jacques Dugied
- Producteurs : TF1, William Oury et COFCI
- Pays :  France
- Langue : français
- Durée : 105 minutes
- Nature de la pellicule : Couleur
- Sortie : 31 décembre 1985

## Distribution
- Claude Brasseur : Roger Lacier
- Jean-Hugues Anglade : Richard Avakian
- Robert Arden : le général Lee W. Simon
- Niels Arestrup : Mike
- Gabriel Briand : Spartacus
- Gérard Darmon : la Cavale
- Bernard-Pierre Donnadieu : le capitaine de Saintes
- Daniel Duval : le Gitan
- Edward Meeks : le docteur Straub
- Jean-Roger Milo : Bastien Schneider
- Patrick Edlinger : Patrick, le grimpeur
- Corinne Edlinger : Jackie, la sœur de Patrick
- Isabel García Lorca : Jennifer
- Paul Giovanni : Paul
- Lisa Kreuzer : Carla
- Jean Turlier
- Bernard Giraudeau : le tueur (non-crédité)

## Édition
En 1990, le film est édité en cassette VHS par la société Proserpine (EDV 19), mais il n'est pas sorti en DVD par la suite (2022).

## Tournage
Certaines scènes (funiculaire) ont été tournées en Suisse (Barrage de Salanfe). D'autres ont été tournées dans le fond de la vallée de Bagnes à Fionnay et au lac de Louvie.